# Kevin Sheedy
Kevin Mark Sheedy (Builth Wells, 21 ottobre 1959) è un allenatore di calcio ed ex calciatore gallese naturalizzato irlandese, di ruolo centrocampista.

## Statistiche

### Presenze e reti nei club
| Stagione               | Squadra                | Campionato             | Campionato | Campionato | Coppe nazionali | Coppe nazionali | Coppe nazionali | Coppe continentali | Coppe continentali | Coppe continentali | Altre coppe | Altre coppe | Altre coppe | Totale | Totale |
| Stagione               | Squadra                | Comp                   | Pres       | Reti       | Comp            | Pres            | Reti            | Comp               | Pres               | Reti               | Comp        | Pres        | Reti        | Pres   | Reti   |
| ---------------------- | ---------------------- | ---------------------- | ---------- | ---------- | --------------- | --------------- | --------------- | ------------------ | ------------------ | ------------------ | ----------- | ----------- | ----------- | ------ | ------ |
| 1975-1976              | Hereford Utd           | TD                     | 1          | 0          | FACup+CdL       | ?               | ?               | -                  | -                  | -                  | CG          | ?           | ?           | 3+     | 1+     |
| 1976-1977              | Hereford Utd           | SD                     | 16         | 1          | FACup+CdL       | ?               | ?               | -                  | -                  | -                  | -           | -           | -           | 16+    | 1+     |
| 1977-1978              | Hereford Utd           | TD                     | 34         | 3          | FACup+CdL       | ?               | ?               | -                  | -                  | -                  | -           | -           | -           | 34+    | 3+     |
| Totale Hereford United | Totale Hereford United | Totale Hereford United | 51         | 4          |                 | ?               | ?               |                    | -                  | -                  |             | ?           | ?           | 51+    | 4+     |
| 1980-1981              | Liverpool              | FD                     | 1          | 0          | FACup+CdL       | 0               | 0               | CC                 | 0                  | 0                  | CS+CInt     | 0           | 0           | 1      | 0      |
| 1981-1982              | Liverpool              | FD                     | 2          | 0          | FACup+CdL       | 0+2             | 0+2             | CC                 | 0                  | 0                  | -           | -           | -           | 4      | 2      |
| Totale Liverpool       | Totale Liverpool       | Totale Liverpool       | 3          | 0          |                 | 2               | 2               |                    | 0                  | 0                  |             | 0           | 0           | 5      | 2      |
| 1982-1983              | Everton                | FD                     | 40         | 11         | FACup+CdL       | 4+2             | 1+0             | -                  | -                  | -                  | -           | -           | -           | 46     | 12     |
| 1983-1984              | Everton                | FD                     | 28         | 4          | FACup+CdL       | 4+8             | 2+4             | -                  | -                  | -                  | -           | -           | -           | 40     | 10     |
| 1984-1985              | Everton                | FD                     | 29         | 11         | FACup+CdL       | 6+2             | 4+0             | CdC                | 5                  | 2                  | CS          | 0           | 0           | 42     | 17     |
| 1985-1986              | Everton                | FD                     | 31         | 5          | FACup+CdL       | 3+4             | 0+2             | -                  | -                  | -                  | SC+CS       | 4+1         | 2+0         | 43     | 9      |
| 1986-1987              | Everton                | FD                     | 29         | 13         | FACup+CdL       | 0+4             | 0+1             | -                  | -                  | -                  | SC+FMC+CS   | 2+1+1       | 1+1+0       | 37     | 16     |
| 1987-1988              | Everton                | FD                     | 17         | 1          | FACup+CdL       | 0+1             | 0               | -                  | -                  | -                  | FMC+CS      | 2+1         | 0           | 21     | 1      |
| 1988-1989              | Everton                | FD                     | 26         | 8          | FACup+CdL       | 8+1             | 4+0             | -                  | -                  | -                  | FMC         | 4           | 0           | 39     | 12     |
| 1989-1990              | Everton                | FD                     | 33         | 9          | FACup+CdL       | 6+4             | 2+2             | -                  | -                  | -                  | -           | -           | -           | 43     | 13     |
| 1990-1991              | Everton                | FD                     | 22         | 4          | FACup+CdL       | 3+0             | 1+0             | -                  | -                  | -                  | FMC         | 2           | 0           | 27     | 5      |
| lug.-dic. 1991         | Everton                | FD                     | 16         | 1          | FACup+CdL       | 0+2             | 0               | -                  | -                  | -                  | FMC         | 1           | 0           | 19     | 1      |
| Totale Everton         | Totale Everton         | Totale Everton         | 274        | 67         |                 | 62              | 23              |                    | 5                  | 2                  |             | 19          | 4           | 360    | 96     |
| gen.-giu. 1992         | Newcastle Utd          | SD                     | 13         | 1          | FACup+CdL       | -               | -               | -                  | -                  | -                  | FMC         | -           | -           | 13     | 1      |
| 1992-1993              | Newcastle Utd          | FD                     | 24         | 3          | FACup+CdL       | 3+4             | 1+0             | -                  | -                  | -                  | -           | -           | -           | 31     | 4      |
| Totale Everton         | Totale Everton         | Totale Everton         | 37         | 4          |                 | 7               | 1               |                    | -                  | -                  |             | -           | -           | 44     | 5      |
| 1993-1994              | Blackpool              | SD                     | 26         | 1          | FACup+CdL       | 0+3             | 0               | -                  | -                  | -                  | -           | -           | -           | 29     | 1      |
| Totale carriera        | Totale carriera        | Totale carriera        | 391        | 76         |                 | 74              | 26              |                    | 5                  | 2                  |             | 19          | 4           | 489    | 108    |

### Cronologia presenze e reti in nazionale
| Cronologia completa delle presenze e delle reti in nazionale ― Irlanda | Cronologia completa delle presenze e delle reti in nazionale ― Irlanda | Cronologia completa delle presenze e delle reti in nazionale ― Irlanda | Cronologia completa delle presenze e delle reti in nazionale ― Irlanda | Cronologia completa delle presenze e delle reti in nazionale ― Irlanda | Cronologia completa delle presenze e delle reti in nazionale ― Irlanda | Cronologia completa delle presenze e delle reti in nazionale ― Irlanda | Cronologia completa delle presenze e delle reti in nazionale ― Irlanda |
| Data                                                                   | Città                                                                  | In casa                                                                | Risultato                                                              | Ospiti                                                                 | Competizione                                                           | Reti                                                                   | Note                                                                   |
| ---------------------------------------------------------------------- | ---------------------------------------------------------------------- | ---------------------------------------------------------------------- | ---------------------------------------------------------------------- | ---------------------------------------------------------------------- | ---------------------------------------------------------------------- | ---------------------------------------------------------------------- | ---------------------------------------------------------------------- |
| 12-10-1983                                                             | Dublino                                                                | Irlanda                                                                | 2 – 3                                                                  | Paesi Bassi                                                            | Qual. Euro 1984                                                        | -                                                                      | 80’                                                                    |
| 16-11-1983                                                             | Dublino                                                                | Irlanda                                                                | 8 – 0                                                                  | Malta                                                                  | Qual. Euro 1984                                                        | 1                                                                      |                                                                        |
| 14-11-1984                                                             | Copenaghen                                                             | Danimarca                                                              | 3 – 0                                                                  | Irlanda                                                                | Qual. Mondiali 1986                                                    | -                                                                      |                                                                        |
| 5-2-1985                                                               | Dublino                                                                | Irlanda                                                                | 1 – 2                                                                  | Italia                                                                 | Amichevole                                                             | -                                                                      |                                                                        |
| 27-2-1985                                                              | Ramat Gan                                                              | Israele                                                                | 0 – 0                                                                  | Irlanda                                                                | Amichevole                                                             | -                                                                      |                                                                        |
| 2-6-1985                                                               | Dublino                                                                | Irlanda                                                                | 3 – 0                                                                  | Svizzera                                                               | Qual. Mondiali 1986                                                    | 1                                                                      |                                                                        |
| 11-9-1985                                                              | Berna                                                                  | Svizzera                                                               | 0 – 0                                                                  | Irlanda                                                                | Qual. Mondiali 1986                                                    | -                                                                      | 70’                                                                    |
| 13-11-1985                                                             | Dublino                                                                | Irlanda                                                                | 1 – 4                                                                  | Danimarca                                                              | Qual. Mondiali 1986                                                    | -                                                                      | 69’                                                                    |
| 15-10-1986                                                             | Dublino                                                                | Irlanda                                                                | 0 – 0                                                                  | Scozia                                                                 | Qual. Euro 1988                                                        | -                                                                      |                                                                        |
| 12-11-1986                                                             | Varsavia                                                               | Polonia                                                                | 1 – 0                                                                  | Irlanda                                                                | Amichevole                                                             | -                                                                      |                                                                        |
| 10-11-1987                                                             | Dublino                                                                | Irlanda                                                                | 5 – 0                                                                  | Israele                                                                | Amichevole                                                             | -                                                                      |                                                                        |
| 23-3-1988                                                              | Dublino                                                                | Irlanda                                                                | 2 – 0                                                                  | Romania                                                                | Amichevole                                                             | -                                                                      |                                                                        |
| 22-5-1988                                                              | Dublino                                                                | Irlanda                                                                | 3 – 1                                                                  | Polonia                                                                | Amichevole                                                             | 1                                                                      |                                                                        |
| 12-6-1988                                                              | Stoccarda                                                              | Irlanda                                                                | 1 – 0                                                                  | Inghilterra                                                            | Euro 1988 - 1º turno                                                   | -                                                                      | 76’                                                                    |
| 15-6-1988                                                              | Hannover                                                               | Irlanda                                                                | 1 – 1                                                                  | Unione Sovietica                                                       | Euro 1988 - 1º turno                                                   | -                                                                      |                                                                        |
| 18-6-1988                                                              | Gelsenkirchen                                                          | Paesi Bassi                                                            | 1 – 0                                                                  | Irlanda                                                                | Euro 1988 - 1º turno                                                   | -                                                                      | 46’                                                                    |
| 14-9-1988                                                              | Belfast                                                                | Irlanda del Nord                                                       | 0 – 0                                                                  | Irlanda                                                                | Qual. Mondiali 1990                                                    | -                                                                      |                                                                        |
| 19-10-1988                                                             | Dublino                                                                | Irlanda                                                                | 4 – 0                                                                  | Tunisia                                                                | Amichevole                                                             | 1                                                                      |                                                                        |
| 8-3-1989                                                               | Budapest                                                               | Ungheria                                                               | 0 – 0                                                                  | Irlanda                                                                | Qual. Mondiali 1990                                                    | -                                                                      |                                                                        |
| 26-4-1989                                                              | Dublino                                                                | Irlanda                                                                | 1 – 0                                                                  | Spagna                                                                 | Qual. Mondiali 1990                                                    | -                                                                      |                                                                        |
| 28-5-1989                                                              | Dublino                                                                | Irlanda                                                                | 2 – 0                                                                  | Malta                                                                  | Qual. Mondiali 1990                                                    | -                                                                      |                                                                        |
| 4-6-1989                                                               | Dublino                                                                | Irlanda                                                                | 2 – 0                                                                  | Ungheria                                                               | Qual. Mondiali 1990                                                    | -                                                                      |                                                                        |
| 11-10-1989                                                             | Dublino                                                                | Irlanda                                                                | 3 – 0                                                                  | Irlanda del Nord                                                       | Qual. Mondiali 1990                                                    | -                                                                      |                                                                        |
| 15-11-1989                                                             | Ta' Qali                                                               | Malta                                                                  | 0 – 2                                                                  | Irlanda                                                                | Qual. Mondiali 1990                                                    | -                                                                      |                                                                        |
| 28-3-1990                                                              | Dublino                                                                | Irlanda                                                                | 1 – 0                                                                  | Galles                                                                 | Amichevole                                                             | -                                                                      | 46’                                                                    |
| 25-4-1990                                                              | Dublino                                                                | Irlanda                                                                | 1 – 0                                                                  | Unione Sovietica                                                       | Amichevole                                                             | -                                                                      |                                                                        |
| 16-5-1990                                                              | Dublino                                                                | Irlanda                                                                | 1 – 1                                                                  | Finlandia                                                              | Amichevole                                                             | 1                                                                      | 63’                                                                    |
| 27-5-1990                                                              | Smirne                                                                 | Turchia                                                                | 0 – 0                                                                  | Irlanda                                                                | Amichevole                                                             | -                                                                      |                                                                        |
| 11-6-1990                                                              | Cagliari                                                               | Inghilterra                                                            | 1 – 1                                                                  | Irlanda                                                                | Mondiali 1990 - 1º turno                                               | 1                                                                      |                                                                        |
| 17-6-1990                                                              | Palermo                                                                | Egitto                                                                 | 0 – 0                                                                  | Irlanda                                                                | Mondiali 1990 - 1º turno                                               | -                                                                      |                                                                        |
| 21-6-1990                                                              | Palermo                                                                | Irlanda                                                                | 1 – 1                                                                  | Paesi Bassi                                                            | Mondiali 1990 - 1º turno                                               | -                                                                      | 62’                                                                    |
| 25-6-1990                                                              | Genova                                                                 | Irlanda                                                                | 0 – 0 dts (5 – 4 dtr)                                                  | Romania                                                                | Mondiali 1990 - Ottavi di finale                                       | -                                                                      |                                                                        |
| 30-6-1990                                                              | Roma                                                                   | Italia                                                                 | 1 – 0                                                                  | Irlanda                                                                | Mondiali 1990 - Quarti di finale                                       | -                                                                      |                                                                        |
| 6-2-1991                                                               | Wrexham                                                                | Galles                                                                 | 0 – 3                                                                  | Irlanda                                                                | Amichevole                                                             | -                                                                      |                                                                        |
| 27-3-1991                                                              | Londra                                                                 | Inghilterra                                                            | 1 – 1                                                                  | Irlanda                                                                | Qual. Euro 1992                                                        | -                                                                      |                                                                        |
| 1-5-1991                                                               | Dublino                                                                | Irlanda                                                                | 0 – 0                                                                  | Polonia                                                                | Qual. Euro 1992                                                        | -                                                                      |                                                                        |
| 22-5-1991                                                              | Dublino                                                                | Irlanda                                                                | 1 – 1                                                                  | Cile                                                                   | Amichevole                                                             | -                                                                      | 70’                                                                    |
| 1-6-1991                                                               | Foxborough                                                             | Stati Uniti                                                            | 1 – 1                                                                  | Irlanda                                                                | Amichevole                                                             | -                                                                      |                                                                        |
| 11-9-1991                                                              | Győr                                                                   | Ungheria                                                               | 1 – 2                                                                  | Irlanda                                                                | Amichevole                                                             | 1                                                                      |                                                                        |
| 16-10-1991                                                             | Poznań                                                                 | Polonia                                                                | 3 – 3                                                                  | Irlanda                                                                | Qual. Euro 1992                                                        | -                                                                      |                                                                        |
| 13-11-1991                                                             | Istanbul                                                               | Turchia                                                                | 1 – 3                                                                  | Irlanda                                                                | Qual. Euro 1992                                                        | -                                                                      |                                                                        |
| 19-2-1992                                                              | Dublino                                                                | Irlanda                                                                | 0 – 1                                                                  | Galles                                                                 | Amichevole                                                             | -                                                                      |                                                                        |
| 25-3-1992                                                              | Dublino                                                                | Irlanda                                                                | 2 – 1                                                                  | Svizzera                                                               | Amichevole                                                             | -                                                                      | 54’                                                                    |
| 26-5-1992                                                              | Dublino                                                                | Irlanda                                                                | 2 – 0                                                                  | Albania                                                                | Qual. Mondiali 1994                                                    | -                                                                      | 51’                                                                    |
| 9-9-1992                                                               | Dublino                                                                | Irlanda                                                                | 4 – 0                                                                  | Lettonia                                                               | Qual. Mondiali 1994                                                    | 1                                                                      | 75’                                                                    |
| 17-2-1993                                                              | Dublino                                                                | Irlanda                                                                | 2 – 1                                                                  | Galles                                                                 | Amichevole                                                             | 1                                                                      | 46’                                                                    |
| 29-5-1993                                                              | Dublino                                                                | Irlanda                                                                | 2 – 4                                                                  | Ungheria                                                               | Amichevole                                                             | -                                                                      |                                                                        |
| Totale                                                                 |                                                                        | Presenze                                                               | 47                                                                     |                                                                        | Reti                                                                   | 9                                                                      |                                                                        |

## Palmarès

### Club

#### Competizioni nazionali
- Third Division: 1

Hereford United: 1975-1976
- Coppa di Lega inglese: 1

Liverpool: 1981-1982
- Coppa d'Inghilterra: 1

Everton: 1983-1984
- Charity Shield: 4

Everton: 1984, 1985, 1986, 1987
- Campionato inglese: 2

Everton: 1984-1985, 1986-1987
- Campionato inglese di seconda divisione: 1

Newcastle: 1992-1993

#### Competizioni internazionali
- Coppa delle Coppe: 1

Everton: 1984-1985